# Ossinissa justoi
Ossinissa justoi är en spindelart som först beskrevs av Jörg Wunderlich 1992.  Ossinissa justoi ingår i släktet Ossinissa och familjen dallerspindlar.
Artens utbredningsområde är Kanarieöarna. Inga underarter finns listade i Catalogue of Life.